# Kurt Ringger
Kurt Ringger (* 19. Mai 1934 in Zürich; † 13. März 1988 in Wiesbaden) war ein Schweizer Romanist und Literaturwissenschaftler.

## Leben und Werk
Ringger wurde 1964 bei Reto R. Bezzola in Zürich mit Ambienti ed intrecci nelle commedie di Carlo Goldoni (erschienen in Bern 1965) promoviert. Als Gymnasiallehrer in Zürich habilitierte er sich 1971 mit Die «Lais». Zur Struktur der dichterischen Einbildungskraft der Marie de France (Tübingen 1973). Ab 1976 hatte er einen Lehrstuhl für romanische Philologie an der Universität Mainz.
Die von Ringger als Alleinerbin eingesetzte Mainzer Akademie der Wissenschaften vergibt aus der Kurt-Ringger-Stiftung jährlich den Kurt-Ringger-Preis zur Förderung des romanistischen Nachwuchses.

## Weitere Werke
- (Hrsg.) Carlo Goldoni: Commedie. 4 Bde., Torino 1972.
- L’âme et la page. Trois essais sur Stendhal. Aran 1982.
- (Mitherausgeber) Stendhalhefte. 1–3, Tübingen 1986–1989.
- Vom Mittelalter zur Moderne. (Aufsatzsammlung, siehe unten).